# Marlies Cordia
Marlies Cordia (Den Haag, 25 mei 1949 - Vreeland, 2 augustus 2022) was een Nederlands hoorspelregisseur.
Na haar eindexamen gymnasium in Voorburg studeerde ze Nederlands aan de Universiteit Leiden en theaterwetenschap aan de Universiteit van Amsterdam. Zij maakte tot 1996 hoorspelen voor de TROS. Toen deze omroep zijn hoorspelbudget terugbracht tot een vijfde, ging ze aan de slag bij de Humanistische Omroep. Ook gaf ze les aan de afdeling 'Writing for Performance' van de Hogeschool voor de Kunsten Utrecht (HKU). In november 2004 richtte Cordia met Vibeke von Saher de productiemaatschappij De Hoorspelfabriek op, die radiodrama's produceert en op cd's zet. 
Marlies Cordia overleed op 73-jarige leeftijd.

## Onderscheidingen
- Op 26 augustus 1988 werd Cordia onderscheiden met een Zilveren Reissmicrofoon voor haar gehele oeuvre.
- Het hoorspel Ik Zeeuws Meisje werd op 19 oktober 2002 onderscheiden met de Prix Europe voor het beste Europese Radiodrama.

## Regie
- 2009 - Klein verhaal over mijn broer en ik en mijn zus in het bos (geschreven door Marjolein Bierens)
- 2009 - Moederland/Mama Patria (geschreven door Marjolein Bierens)
- 2009 - Darwins oogappel (geschreven door Susan Glimmerveen)
- 2009 - Anne & Zef (geschreven door Ad de Bont)
- 2007 - Het Schervengericht (naar het gelijknamige boek van  A.F.Th.)
- 2007 - Het aapje dat geluk pakt (geschreven door Arnon Grunberg)
- 2007 - Van oude mensen, de dingen die voorbij gaan (gebaseerd op het toneelstuk van Ger Thijs, naar de roman van Louis Couperus)
- 2007 - De waker, de slaper, de dromer en het meisje (geschreven door Liset Moerdijk)
- 2006 - Sluimer, of een nacht met Maria Callas (geschreven door Melissa Prins)
- 2006 - Long Distance (geschreven door Hiekelien van den Herik)
- 2006 - Moby Dick (naar Herman Melville, bewerking Tom Sijtsma)
- 2006 - LOUBNA!LOUBNA! (geschreven door Marjolein Bierens)
- 2006 - Zijde (geschreven door Alessandro Baricco, vertaald door Manon Smits)
- 2005 - Niemandsland 1 - Stilstand (geschreven door Barry Hofstede)
- 2005 - Niemandsland 2 - Not Fade Away (geschreven door Barry Hofstede)
- 2005 - Novecento (geschreven door Alessandro Baricco, vertaald door Manon Smits)
- 2004 - Paul Vlaanderen en Ina. Dit was een project van Visio in samenwerking met het Nederlands Instituut voor Beeld en Geluid. Het was de tweede keer dat deze aflevering van het legendarische hoorspel Paul Vlaanderen werd opgenomen. De eerste keer was in 1948.
- 2004 - La Voix Humaine (monoloog: geschreven door Jean Cocteau)
- 2004 - De Luistering (geschreven door Ad de Bont)
- 2004 - De Groetzone - Bloedzone (geschreven door Enver Husicic)
- 2004 - De Groetzone - Metroland (geschreven door Shirley Gast)
- 2004 - De Groetzone - Jonas in de walvis (geschreven door Ceciel Jacobs)
- 2004 - De Groetzone - Mosaic (geschreven door Robert van Dijk)
- 2004 - De Groetzone - We bevinden ons bovenop een kerktoren (geschreven door Dirk van Pelt)
- 2004 - De Groetzone - De Kookfabriek (geschreven door Anita de Rover)
- 2003 - Dubbelspel (roman Frank Martinus Arion; bewerking: Susan Glimmerveen)
- 2003 - Eén vreemdeling op aarde (geschreven door Boeli van Leeuwen; bewerking: Susan Glimmerveen)
- 2003 - De morgen loeit weer aan (geschreven door Tip Marugg; bewerking: Susan Glimmerveen)
- 2003 - Motel Texel (geschreven door Marjolein Bierens)
- 2003 - De Meesterfluiters (geschreven door Nirav Christophe)
- 2002 - De ogen van Gary Gilmore (geschreven door Herbert Bitter)
- 2001 - Ik Zeeuws meisje (geschreven door Marjolein Bierens)
- 1998 - De verkoolde glimlach van Carlos Gardel (geschreven door Nirav Christophe)
- 1997 - Wie hier binnentreedt (geschreven door Nirav Christophe)
- 1995 - Bronbeek, of mannen op de maan (geschreven door Hans Sibarani)
- 1995 - Het spoor van een slak (geschreven door Carel Donck)
- 1993 - Mirad (geschreven door Ad de Bont) (prijs voor beste regie, radiofestival Moskou)
- 1993 - Laatste liedjes (geschreven door Nirav Christophe)
- 1993 - We'll meet again (geschreven door Hans van Bergen)
- 1991 - Borgia of Machiavelli in de schaduw van de heerser (geschreven door Allard Schröder)
- 1990 - Heinrich Schliemann, de man die Homerus op zijn woord geloofde (geschreven door Don Dekker)
- 1989 - Het Doodsbericht (geschreven door Josephine Soer)
- 1989 - Een late zomer (geschreven door Carel Donck)
- 1989 - Rubber (geschreven door Madelon Szekely-Lulofs)
- 1988 - De winterreis (geschreven door Carel Donck)
- 1987 - De Anton Wachter-romans (naar Simon Vestdijk, bewerking Marc Lohmann)
- 1987 - Domme namen (geschreven door J.L. de Jager)
- 1986 - De bloem des doods (geschreven door Carel Donck)
- 1985 - Duister glanst de Amstel (geschreven door Gerrit Jan Zwier)
- 1985 - De Droomkoningin (geschreven door Maarten 't Hart, bewerkt door Coby van der Steen)
- 1985 - De surprise (geschreven door Belcampo)
- 1984 - De dokter is op huisbezoek (geschreven door Michel Schilowitch)
- 1984 - De weg ligt open (geschreven door Mien van 't Sant)
- 1984 - Veldslag in de duinen (geschreven door Gerrit Jan Zwier)